# LATAM チリ
LATAM航空（英: LATAM Airlines 旧名: LATAM Chille, LAN Airlines,  LanChile, NYSE：LFL）は、チリの首都のサンティアゴ・デ・チレを本拠地としているLATAM航空グループの航空会社で、チリのフラッグキャリアでもある。

## 概要
LATAM航空は南米チリ最大の航空会社である。本拠地はサンティアゴ・デ・チレの アルトゥーロ・メリノ・ベニテス国際空港 で、マイアミ国際空港及びペルーのリマ市にあるホルヘ・チャベス国際空港もハブ空港としている。
チリ国内やラテンアメリカ、北アメリカ、オセアニア、及びヨーロッパへの路線を運航している。また、アルゼンチン航空とともに南極経由でオセアニアへ路線を持つ数少ない南アメリカの航空会社であり、世界で唯一チリ国内のイースター島への路線がある会社でもある。
航空券の座席予約システム（CRS）はSABREを利用している。

## 歴史

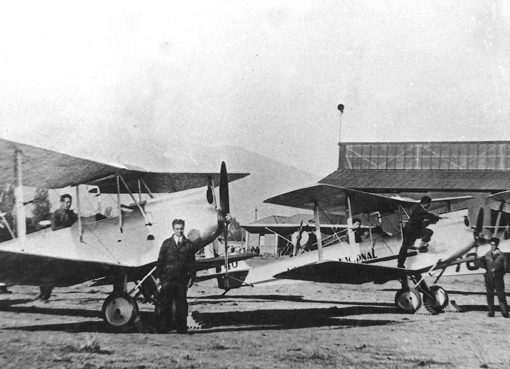
デ・ハビランド DH.60G ジプシー・モス

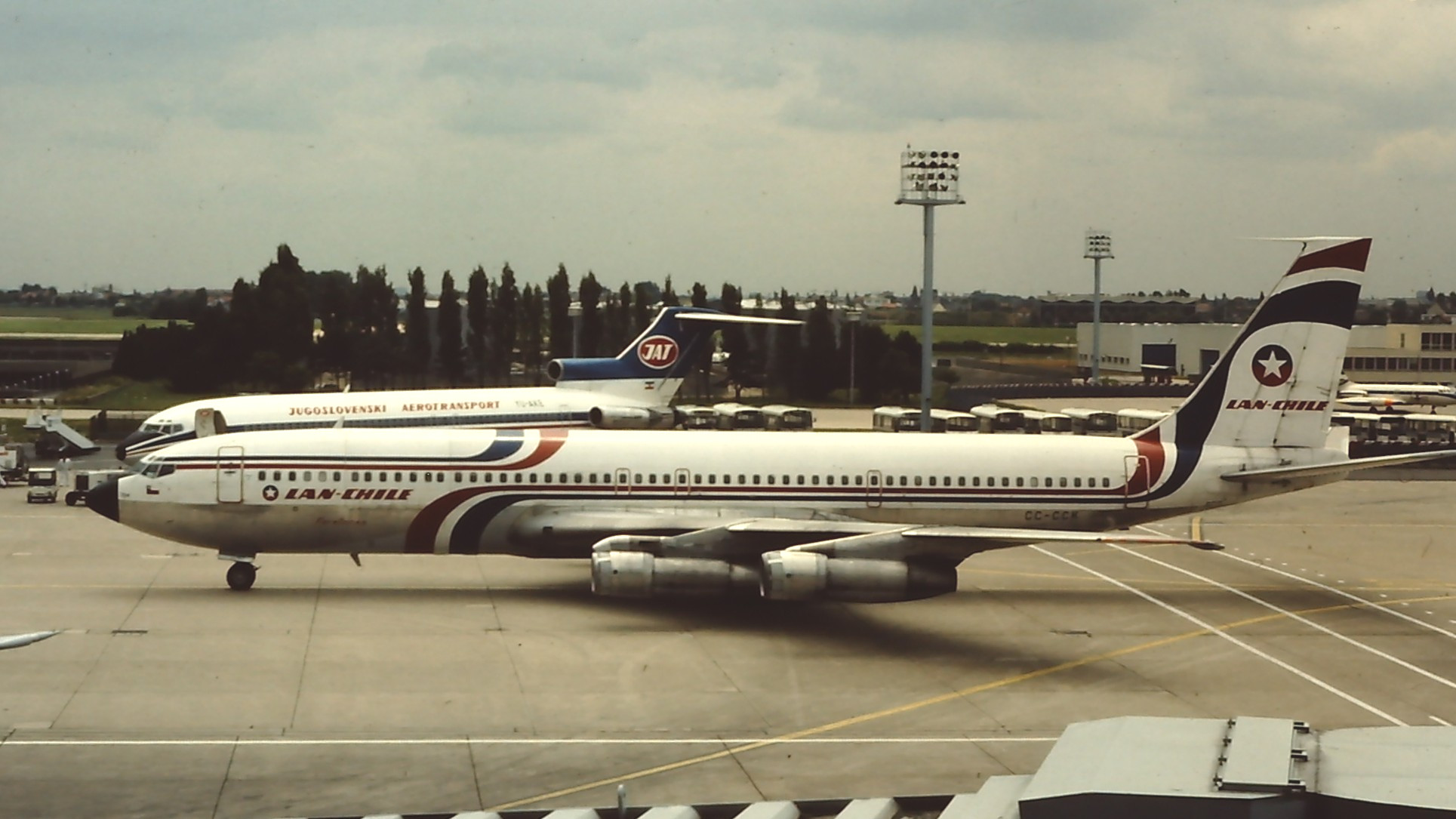
ボーイング707（1981年）

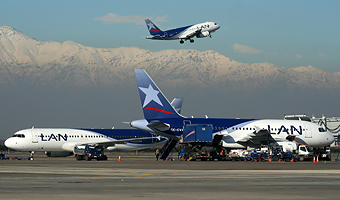
エアバスA320シリーズ

### 設立
ラン航空はチリの空軍将校アルトゥーロ・メリーノ・ベニテスによって設立され、サンティアゴ・デ・チレとアリカの間でデ・ハビランド DH.60G ジプシー・モスにより1929年3月5日に航空郵便の運航を始めた。その後1932年に、「ラン・チリ（LAN Chile）」の名称になった。この「Lan」は当初「Línea Aérea Nacional（国営航空）」 の頭文字だったが、後に「Latin American Network」の頭文字とされた。

### 拡大
第二次世界大戦後にダグラス DC-3などのアメリカ製旅客機を導入し、ブラジルやアルゼンチン、ペルーなどの近隣諸国への路線を増やした他、国内線を充実させた。
1960年代にはボーイング707を導入して北アメリカやヨーロッパへの路線を開設した。またボーイング727を導入し、国内線や近距離国際線のジェット化を進めた。

### 民営化
1989年9月に、チリ政府は、持ち株会社の「Icarosan」及びスカンジナビア航空へこの会社のほとんどの資産を売却し、航空会社として民営化された。
チリの独占禁止法委員会は、1995年8月11日にこの国の2番目の航空会社で、国内線と南アメリカ域内路線を運航していた「Ladeco」をラン・チリが運営することを認める事となった。1998年10月にラン・チリは「Ladeco」を吸収合併した。

### ラン航空へ
2004年3月、ラン・チリ及びその子会社 ラン・ペルー航空、LAN Ecuador 及び LAN Dominicana はラン商標の下で統一される事になった。2004年6月17日にラン・チリはこの再商標化の課程の一部として「ラン航空 (LAN Airlines) 」に名称を正式に変更した。

### TAM航空の買収とLATAMへの統合
2010年8月13日、ブラジル最大の航空会社であるTAM航空を買収することで合意。2012年6月22日に正式に合併した。合併後のグループ名はLATAM Airlines Group S.A. 、新会社は世界11位の規模となる。
なおTAM航空はスターアライアンスに加盟していたが、LATAM発足後の航空連合一本化（ワンワールドへの加盟）に関しては2012年まで結論を保留する方針とされた。
2013年3月7日、ワンワールドは、2014年4月から6月の第2四半期に、TAM航空がスターアライアンスを脱退し、ワンワールドに加盟すると発表。また、ラン航空子会社のラン・コロンビアも、2013年10月1日に、ワンワールド・アフィリエイトメンバーとして、正式加盟する事となった。

## 就航都市

### 南米
| 都市                            | 空港コード | 空港コード | 空港名                                 | 運航機種                               | その他                     |
| 都市                            | IATA       | ICAO       | 空港名                                 | 運航機種                               | その他                     |
| ------------------------------- | ---------- | ---------- | -------------------------------------- | -------------------------------------- | -------------------------- |
| アルゼンチン                    |            |            |                                        |                                        |                            |
| ブエノス・アイレス              | EZE        | SAEZ       | エセイサ国際空港                       | A320 / A340 / B767 / B787              | LATAM アルヘンティナのハブ |
| ブエノス・アイレス              | AEP        | SABE       | ホルヘ・ニューベリー空港               | A320                                   | LATAM アルヘンティナのハブ |
| コルドバ (アルゼンチン)         | COR        | SACO       | コルドバ国際空港                       | A319 / A320                            |                            |
| メンドーサ                      | MDZ        | SAME       | メンドーサ国際空港                     | A318 / A320                            |                            |
| サルタ                          | SLA        | SASA       | サルタ国際空港                         | A320                                   | 乾季運行                   |
| リオ・ガジェゴス                | RGL        | SAWG       | リオ・ガジェゴス国際空港               | A320                                   |                            |
| ウシュアイア                    | USH        | SAWH       | ウシュアイア国際空港                   | A320                                   |                            |
| ボリビア                        |            |            |                                        |                                        |                            |
| ラ・パス                        | LPB        | SLLP       | エル・アルト国際空港                   | A320                                   |                            |
| サンタ・クルス・デ・ラ・シエラ  | VVI        | SLVR       | ビル・ビル国際空港                     | A320                                   |                            |
| ブラジル                        |            |            |                                        |                                        |                            |
| フロリアノポリス                | FLN        | SBFL       | フロリアノポリス国際空港               | A320                                   | 乾季運航                   |
| リオデジャネイロ                | GIG        | SBGL       | アントニオ・カルロス・ジョビン国際空港 | A319 / A320 / B767                     |                            |
| サン・パウロ                    | GRU        | SBGR       | グアルーリョス国際空港                 | A320 / B767                            |                            |
| チリ                            |            |            |                                        |                                        |                            |
| サンティアゴ                    | SCL        | SCEL       | アルトゥーロ・メリノ・ベニテス国際空港 | A318 / A319/ A320 / A340 / B767 / B787 | LATAM チリのハブ           |
| アントファガスタ                | ANF        | SCFA       | アントファガスタ国際空港               | A318, A319, A320                       |                            |
| アリカ                          | ARI        | SCAR       | アリカ国際空港                         | A318, A319, A320                       |                            |
| バルマセーダ                    | BBA        | SCBA       | バルマセーダ国際空港                   | A318, A319, A320                       |                            |
| カラマ                          | CJC        | SCCF       | エル・ロア国際空港                     | A318, A319, A320                       |                            |
| コンセプシオン                  | CCP        | SCIE       | カリエル・スール国際空港               | A318, A319, A320                       |                            |
| コピアポ                        | CPO        | SCAT       | コピアポ空港                           | A318, A319, A320                       |                            |
| イキケ                          | IQQ        | SCDA       | イキケ国際空港                         | A318, A319, A320                       |                            |
| ラ・セレナ                      | LSC        | SCSE       | ラ・セレナ空港                         | A318, A319, A320                       |                            |
| オソルノ                        | ZOS        | SCJO       | オソルノ空港                           | A318, A319, A320                       |                            |
| プエルト・モン                  | PMC        | SCTE       | プエルト・モン国際空港                 | A318, A319, A320                       |                            |
| プンタ・アレーナス              | PUQ        | SCCI       | プンタ・アレーナス国際空港             | A318, A319, A320                       |                            |
| テムコ                          | ZCO        | SCTC       | マンケウエ空港                         | A318, A319, A320                       |                            |
| バルディビア                    | ZAL        | SCVD       | ピチョイ空港                           | A318, A319, A320                       |                            |
| イースター島                    | IPC        | SCIP       | マタベリ国際空港                       | B767 B787-8 B787-9 N700                |                            |
| コロンビア                      |            |            |                                        |                                        |                            |
| ボゴタ                          | BOG        | SKBO       | エル・ドラード国際空港                 | B767                                   | LATAM コロンビアのハブ     |
| エクアドル                      |            |            |                                        |                                        |                            |
| グアヤキル                      | GYE        | SEGU       | グアヤキル国際空港                     | A320 / B767                            | LATAM エクアドルのハブ     |
| キト                            | UIO        | SEQU       | マリスカル・スクレ国際空港             | A319 / A320 / B767                     | LATAM エクアドルのハブ     |
| フォークランド諸島              |            |            |                                        |                                        |                            |
| スタンリー (フォークランド諸島) | MPN        | EGYP       | マウント・プレザント空軍基地           | Airbus A320 family                     |                            |
| ペルー                          |            |            |                                        |                                        |                            |
| リマ                            | LIM        | SPIM       | ホルヘ・チャベス国際空港               | A319 / A320 / B767 / B787              | LATAM ペルーのハブ         |
| ウルグアイ                      |            |            |                                        |                                        |                            |
| モンテビデオ                    | MVD        | SUMU       | カラスコ国際空港                       | A320 / A318 / B767                     |                            |
| プンタ・デル・エステ            | PDP        | SULS       | プンタ・デル・エステ国際空港           | A320                                   | 乾季運行                   |
| ベネズエラ                      |            |            |                                        |                                        |                            |
| カラカス                        | CCS        | SVMI       | シモン・ボリバル国際空港               | A319 / B737 / B767                     |                            |

### 北米
| 都市           | 空港コード | 空港コード | 空港名                      | 運航機種    | その他 |
| 都市           | IATA       | ICAO       | 空港名                      | 運航機種    | その他 |
| -------------- | ---------- | ---------- | --------------------------- | ----------- | ------ |
| キューバ       |            |            |                             |             |        |
| ハバナ         | HAV        | MUHA       | ホセ・マルティ国際空港      | A320 / B767 |        |
| ドミニカ共和国 |            |            |                             |             |        |
| プンタ・カナ   | PUJ        | MDPC       | プンタ・カナ国際空港        | A319 / B767 |        |
| メキシコ       |            |            |                             |             |        |
| カンクン       | CUN        | MMUN       | カンクン国際空港            | B767        |        |
| メキシコシティ | MEX        | MMMX       | メキシコ・シティ国際空港    | B767        |        |
| アメリカ       |            |            |                             |             |        |
| ロサンゼルス   | LAX        | KLAX       | ロサンゼルス国際空港        | A340 / B767 |        |
| マイアミ       | MIA        | KMIA       | マイアミ国際空港            | A320 / B767 |        |
| ニューヨーク   | JFK        | KJFK       | ジョン・F・ケネディ国際空港 | B767        |        |
| オーランド     | MCO        | KMCO       | オーランド国際空港          | A320 / B767 |        |

### ヨーロッパ
| 都市           | 空港コード | 空港コード | 空港名             | 運航機種    | その他 |
| 都市           | IATA       | ICAO       | 空港名             | 運航機種    | その他 |
| -------------- | ---------- | ---------- | ------------------ | ----------- | ------ |
| ドイツ         |            |            |                    |             |        |
| フランクフルト | FRA        | EDDF       | フランクフルト空港 | A340        |        |
| スペイン       |            |            |                    |             |        |
| マドリード     | MAD        | LEMD       | バラハス国際空港   | A340 / B767 |        |

### オセアニア
| 都市                 | 空港コード | 空港コード | 空港名                   | 運航機種 | その他 |
| 都市                 | IATA       | ICAO       | 空港名                   | 運航機種 | その他 |
| -------------------- | ---------- | ---------- | ------------------------ | -------- | ------ |
| オーストラリア       |            |            |                          |          |        |
| シドニー             | SYD        | YSSY       | シドニー国際空港         | A340     |        |
| フランス領ポリネシア |            |            |                          |          |        |
| パペーテ             | PPT        | NTAA       | パペーテ・タヒチ国際空港 | B767     |        |
| ニュージーランド     |            |            |                          |          |        |
| オークランド         | AKL        | NZAA       | オークランド国際空港     | A340     |        |

## コードシェア
LATAM航空は以下の航空会社とのコードシェアを行っている。
- アエロメヒコ航空（スカイチーム）
- アラスカ航空 ○
- アメリカン航空 ○
- アシアナ航空（スターアライアンス）
- ブリティッシュ・エアウェイズ ○
- キャセイパシフィック航空 ○
- フィンエアー ○
- イベリア航空 ○
- 日本航空 ○
- ジェットブルー航空
- 大韓航空（スカイチーム）
- カンタス航空 ○
- ロイヤル・ヨルダン航空 ○

○はワンワールド加盟会社。ただし、LATAMグループは2020年にワンワールドを脱退している。

## 保有機材
LATAM チリはプラット・アンド・ホイットニーPW6000を搭載するエアバスA318とインターナショナル・エアロ・エンジンズV2500を搭載するエアバスA320のローンチカスタマーである。

### 現在の保有機材
| 機材                     | 運用数 | 発注数 | 座席数 | 座席数 | 座席数 | 備考                                                                            |  |
| 機材                     | 運用数 | 発注数 | J      | Y      | 合計   | 備考                                                                            |  |
| ------------------------ | ------ | ------ | ------ | ------ | ------ | ------------------------------------------------------------------------------- |  |
| エアバスA319-100         | 15     | -      | -      | 144    | 144    |                                                                                 |  |
| エアバスA320-200         | 78     | -      | -      | 180    | 180    |                                                                                 |  |
| エアバスA320neo          | 11     | 7      | -      | 180    | 180    | グループ全体の発注分を含む                                                      |  |
| エアバスA321-200         | 18     | -      | -      | 220    | 220    |                                                                                 |  |
| エアバスA321-200         | 18     | -      | -      | 224    | 224    |                                                                                 |  |
| エアバスA321neo          | -      | 69     | -      | 224    | 224    | グループ全体の発注分を含む                                                      |  |
| エアバスA321XLR          | -      | 10     | 未定   | 未定   | 未定   | うち5機をリース導入 グループ全体の発注分を含む 2025年より導入予定               |  |
| ボーイング767-300ER      | 9      | -      | 20     | 211    | 231    |                                                                                 |  |
| ボーイング767-300ER      | 9      | -      | 20     | 213    | 233    |                                                                                 |  |
| ボーイング767-300ER      | 9      | -      | 20     | 218    | 238    |                                                                                 |  |
| ボーイング787-8          | 10     | -      | 30     | 217    | 247    | 2026年までに271席仕様に改修予定                                                 |  |
| ボーイング787-8          | 10     | -      | 20     | 251    | 271    | 2026年までに271席仕様に改修予定                                                 |  |
| ボーイング787-9          | 26     | 19     | 30     | 270    | 300    | 2026年までにうち14機客室改修予定 5機のオプション付き グループ全体の発注分を含む |  |
| ボーイング787-9          | 26     | 19     | 30     | 283    | 313    | 2026年までにうち14機客室改修予定 5機のオプション付き グループ全体の発注分を含む |  |
| LATAM カーゴ チリ        |        |        |        |        |        |                                                                                 |  |
| ボーイング767-300ER(BCF) | 3      | -      | 貨物   | 貨物   | 貨物   |                                                                                 |  |
| ボーイング767-300F       | 3      | -      | 貨物   | 貨物   | 貨物   |                                                                                 |  |
| 合計                     | 173    | 105    |        |        |        |                                                                                 |  |

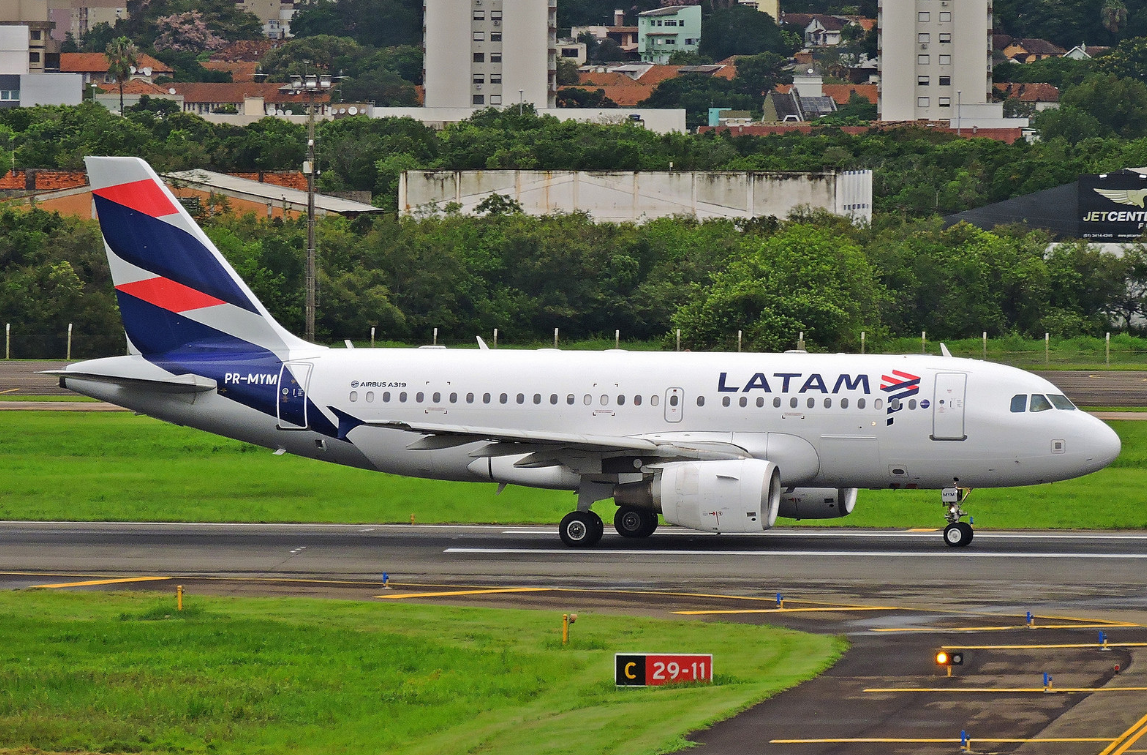
エアバスA319-100
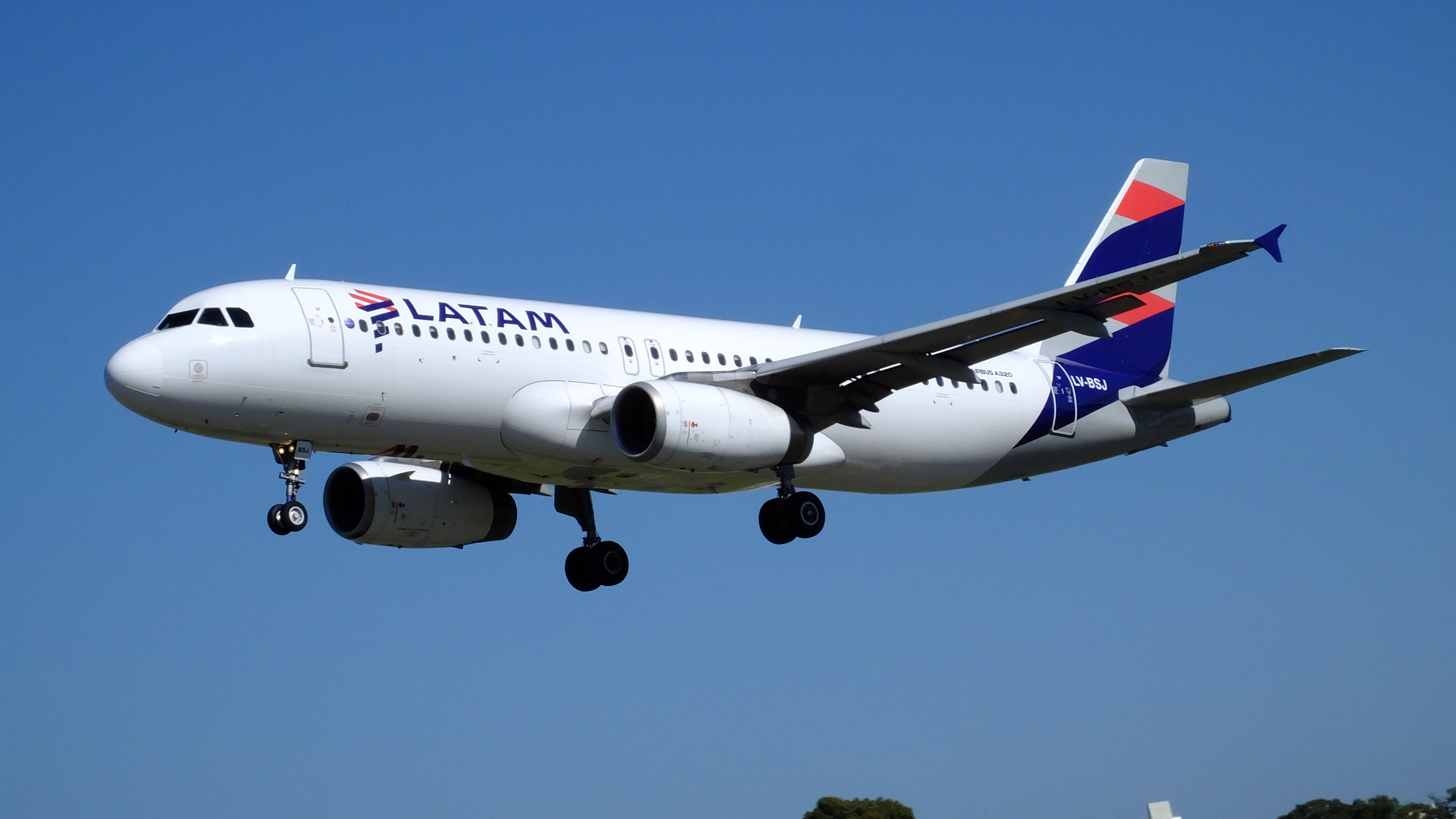
エアバスA320-200
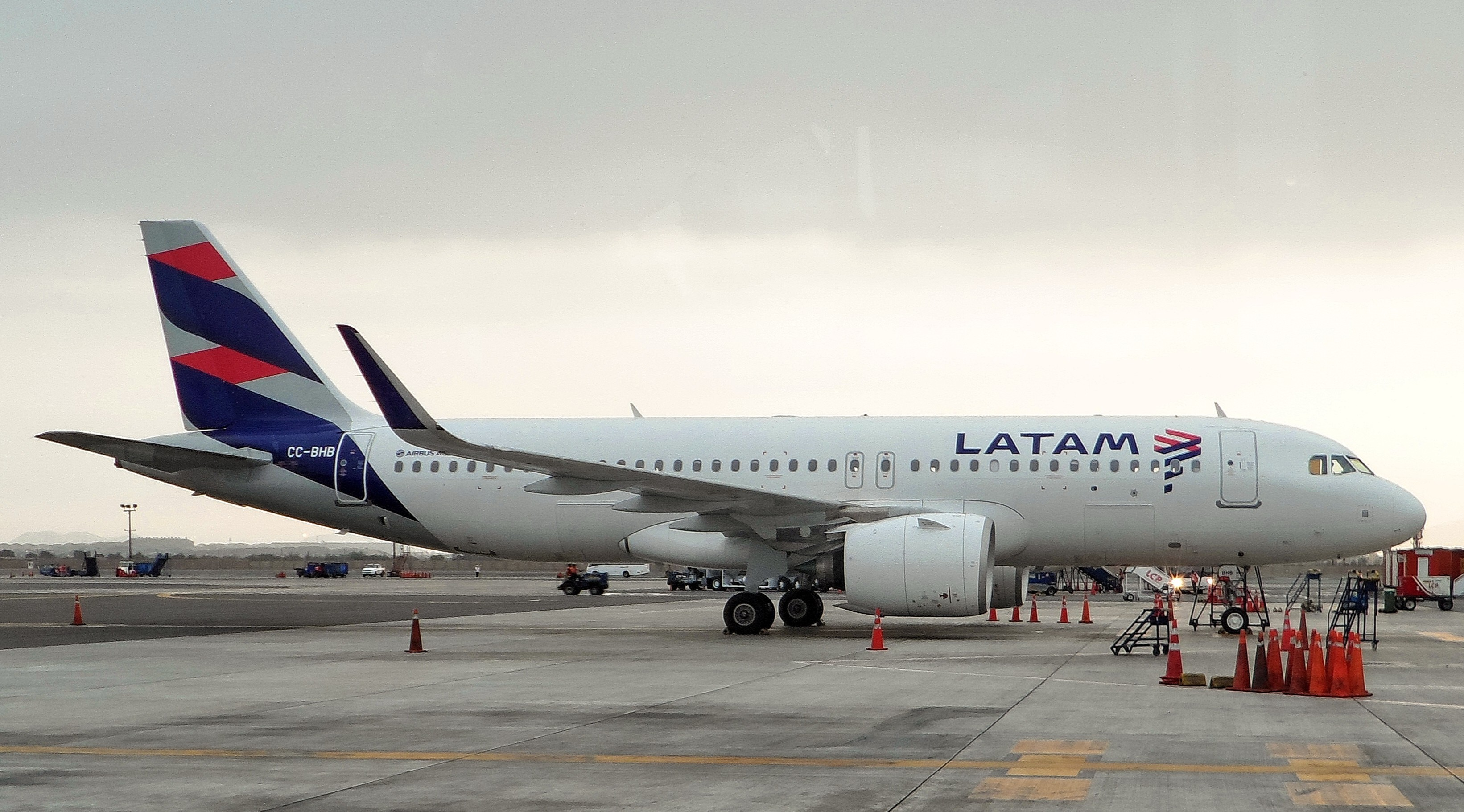
エアバスA320neo
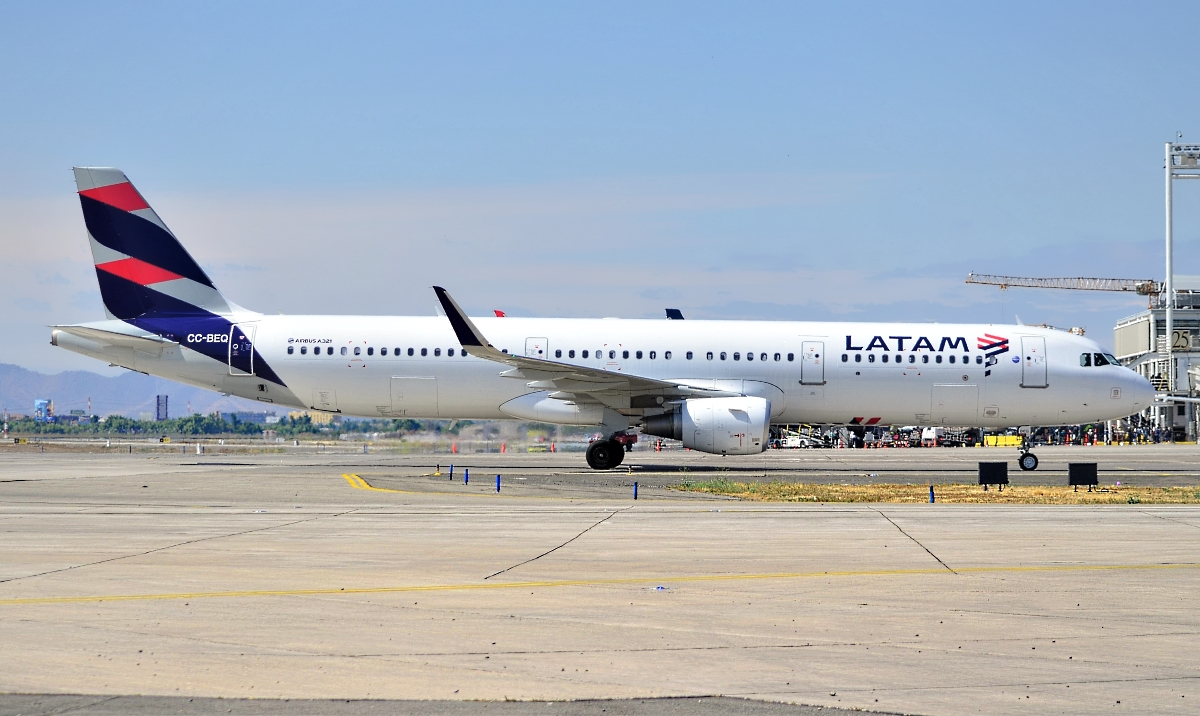
エアバスA321-200
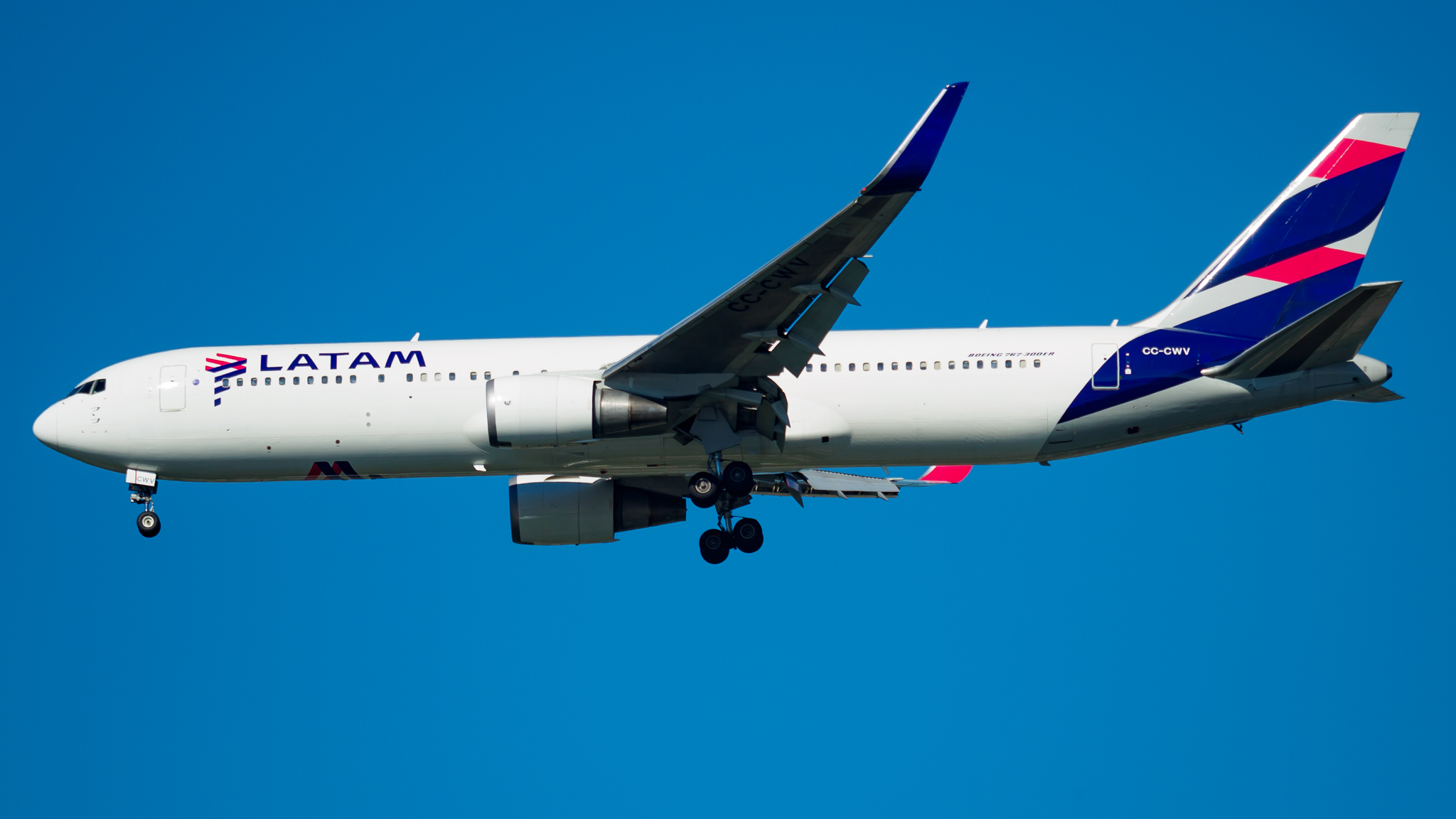
ボーイング767-300ER
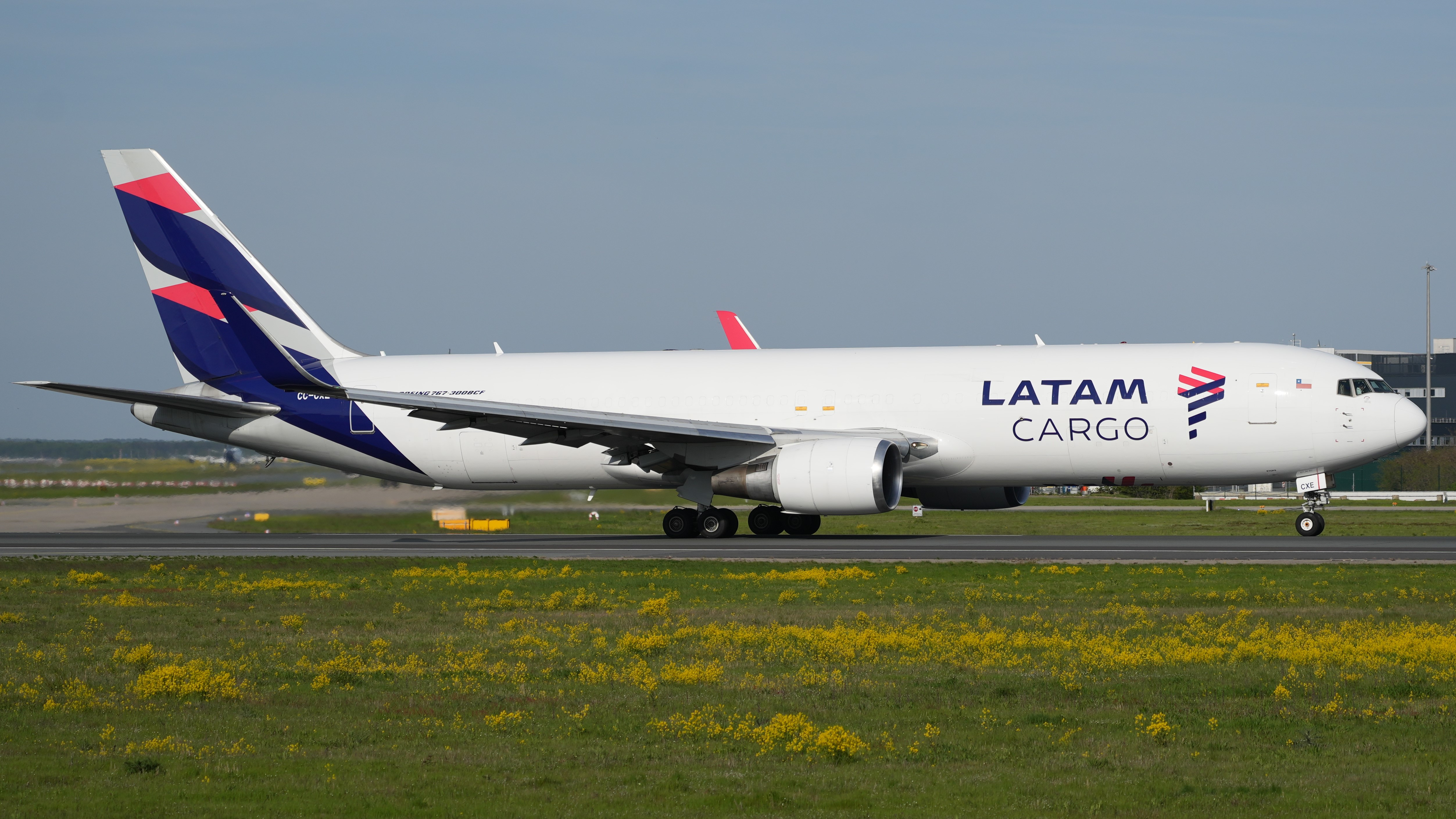
ボーイング767-300ER(BCF)
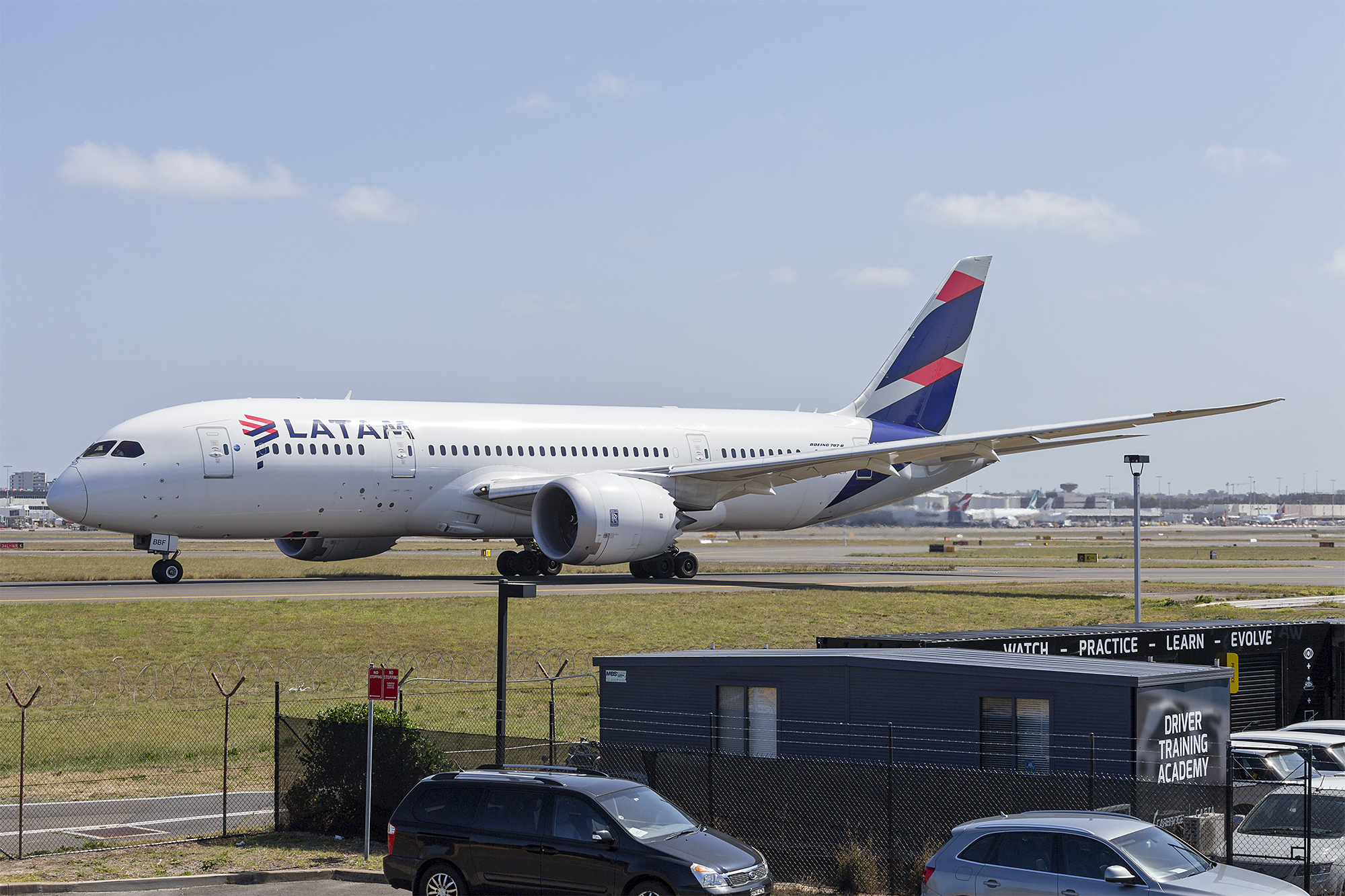
ボーイング787-8
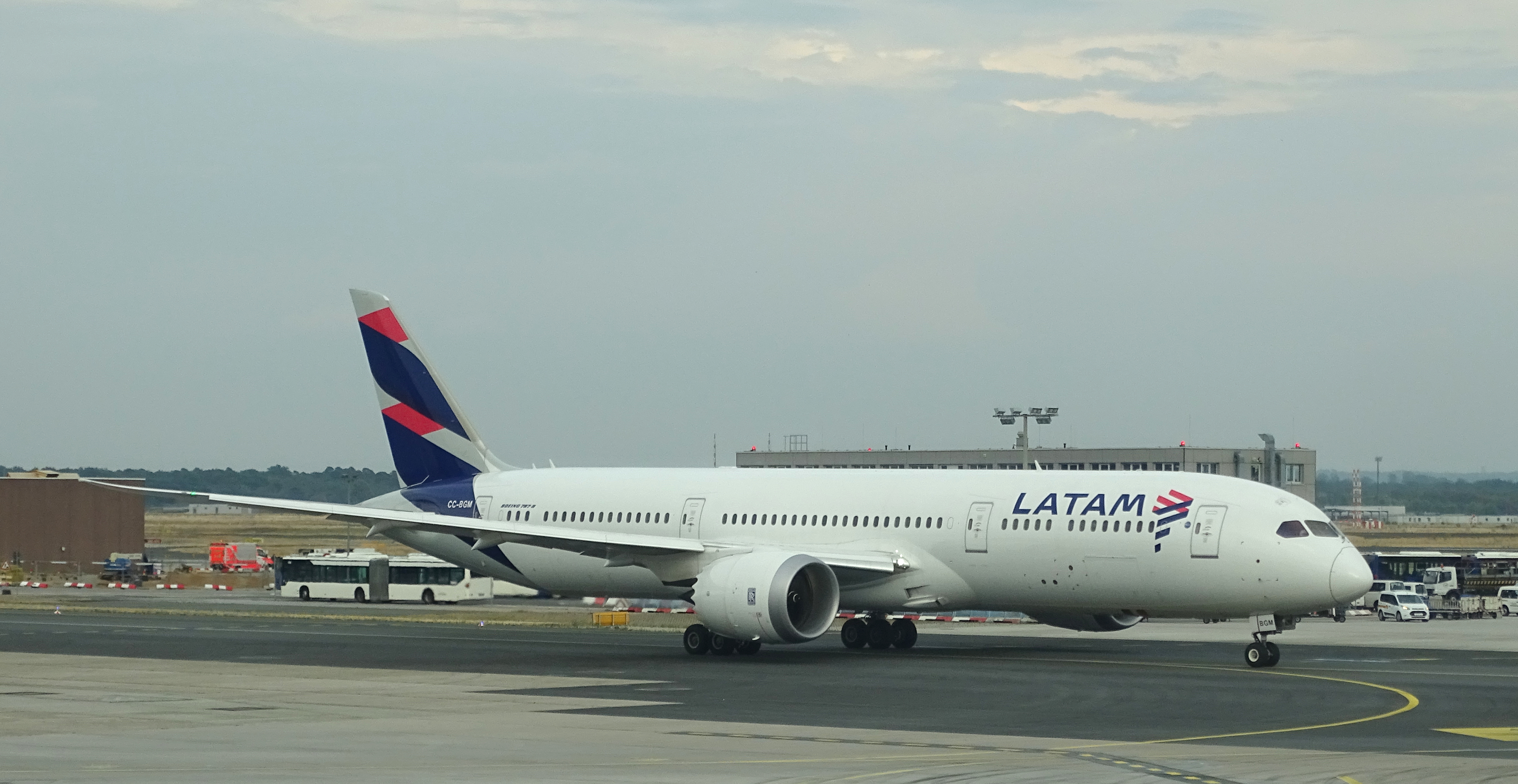
ボーイング787-9

### 過去の保有機材
- エアバスA318-100
- エアバスA340-300
- ボーイング737-200
- ボーイング747-100
- ボーイング757-200
- ボーイング767-200ER
- BAe 146-200
- デ・ハビランド・カナダ DHC-6-300
- マクドネル・ダグラス DC-10-30

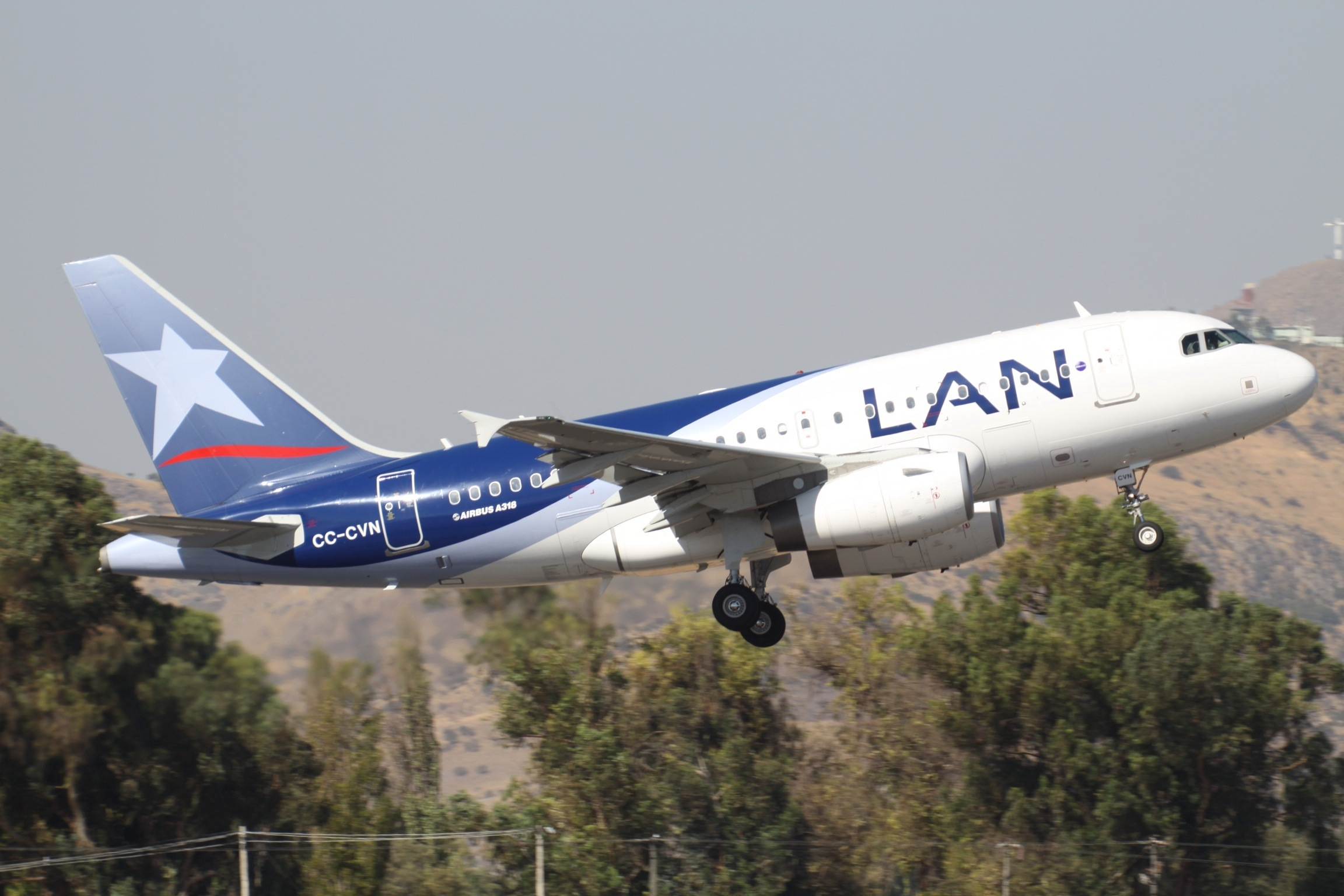
エアバスA318-100（LAN航空時代）
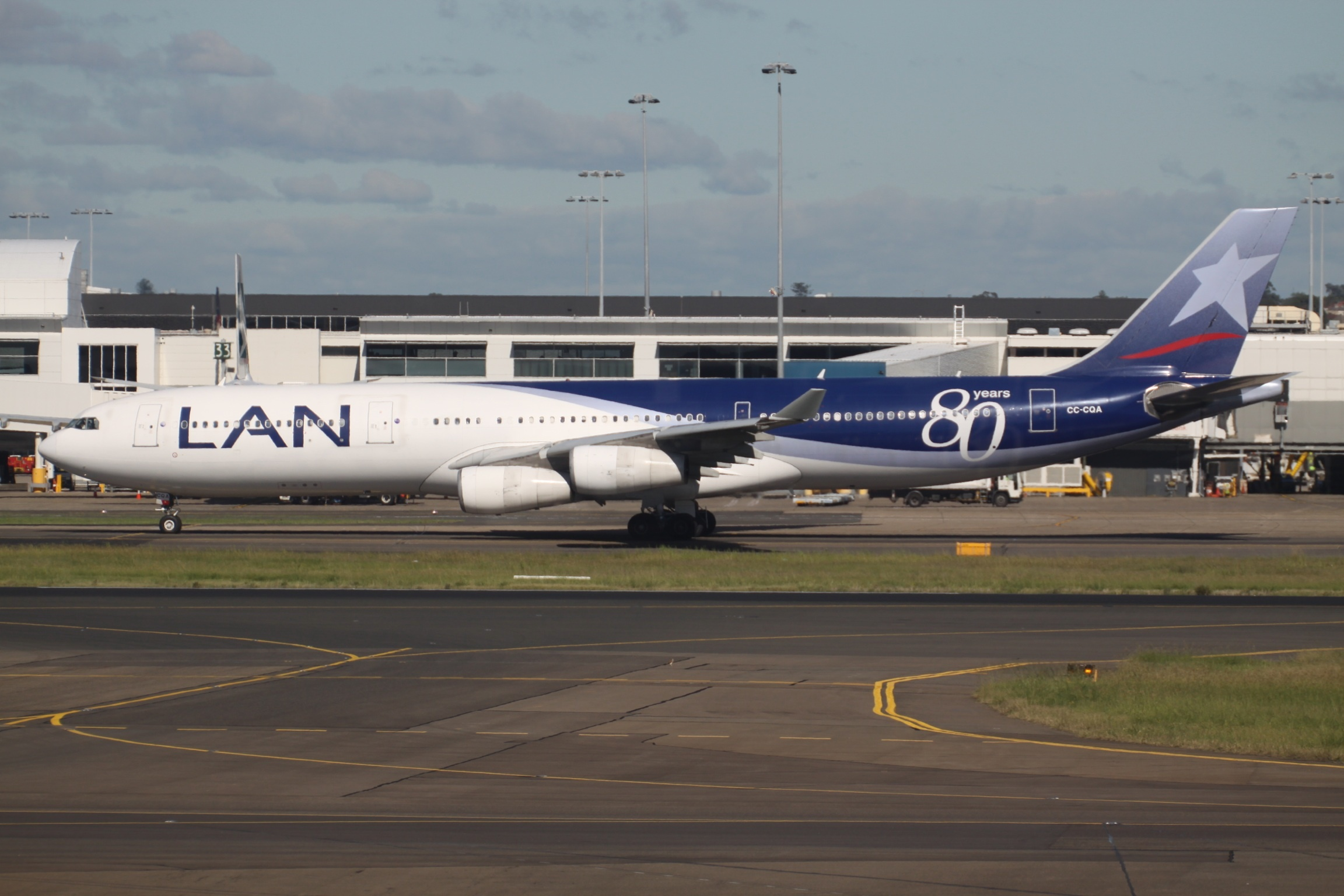
エアバスA340-300（LAN航空時代、80周年記念塗装）
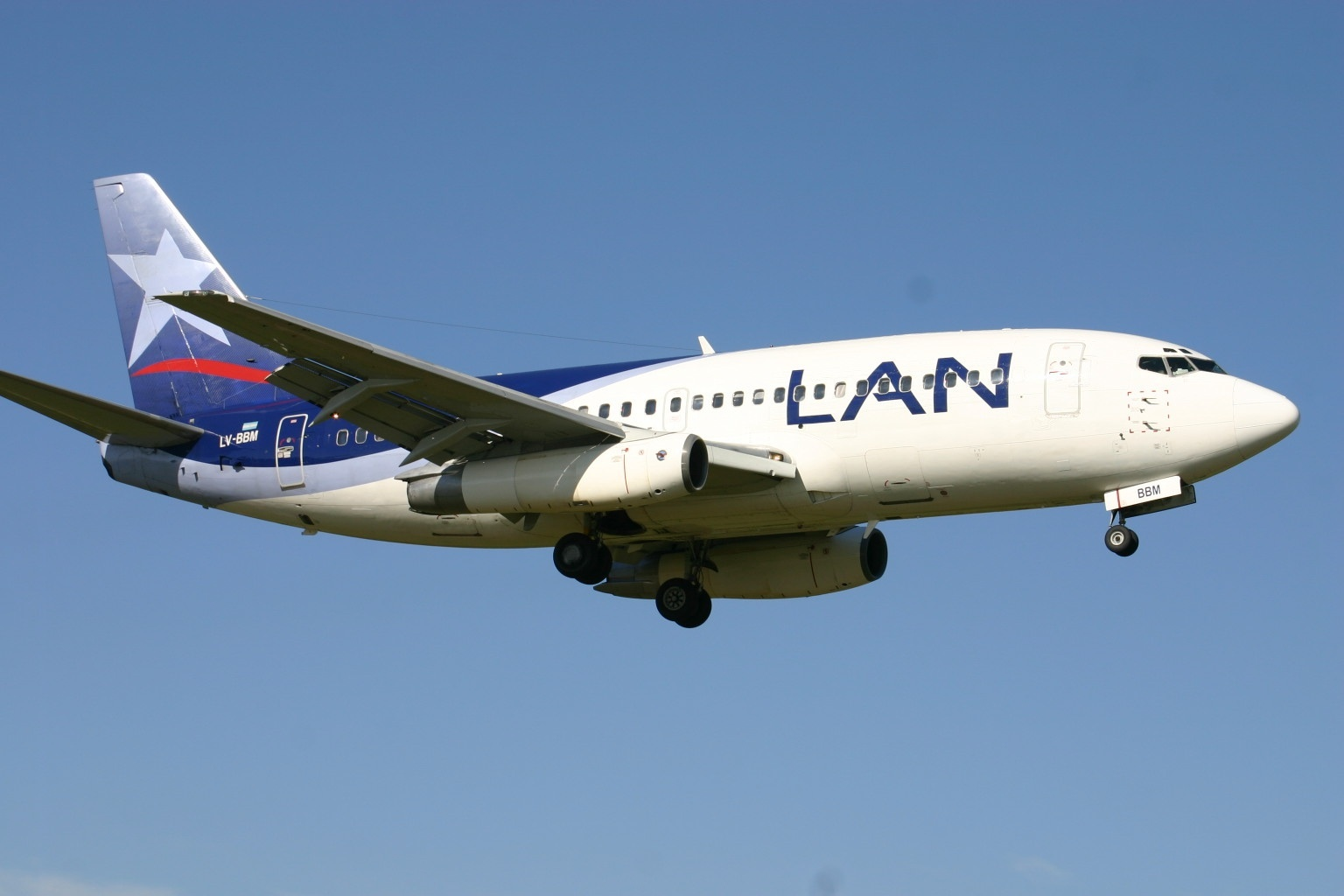
ボーイング737-200（LAN航空時代）
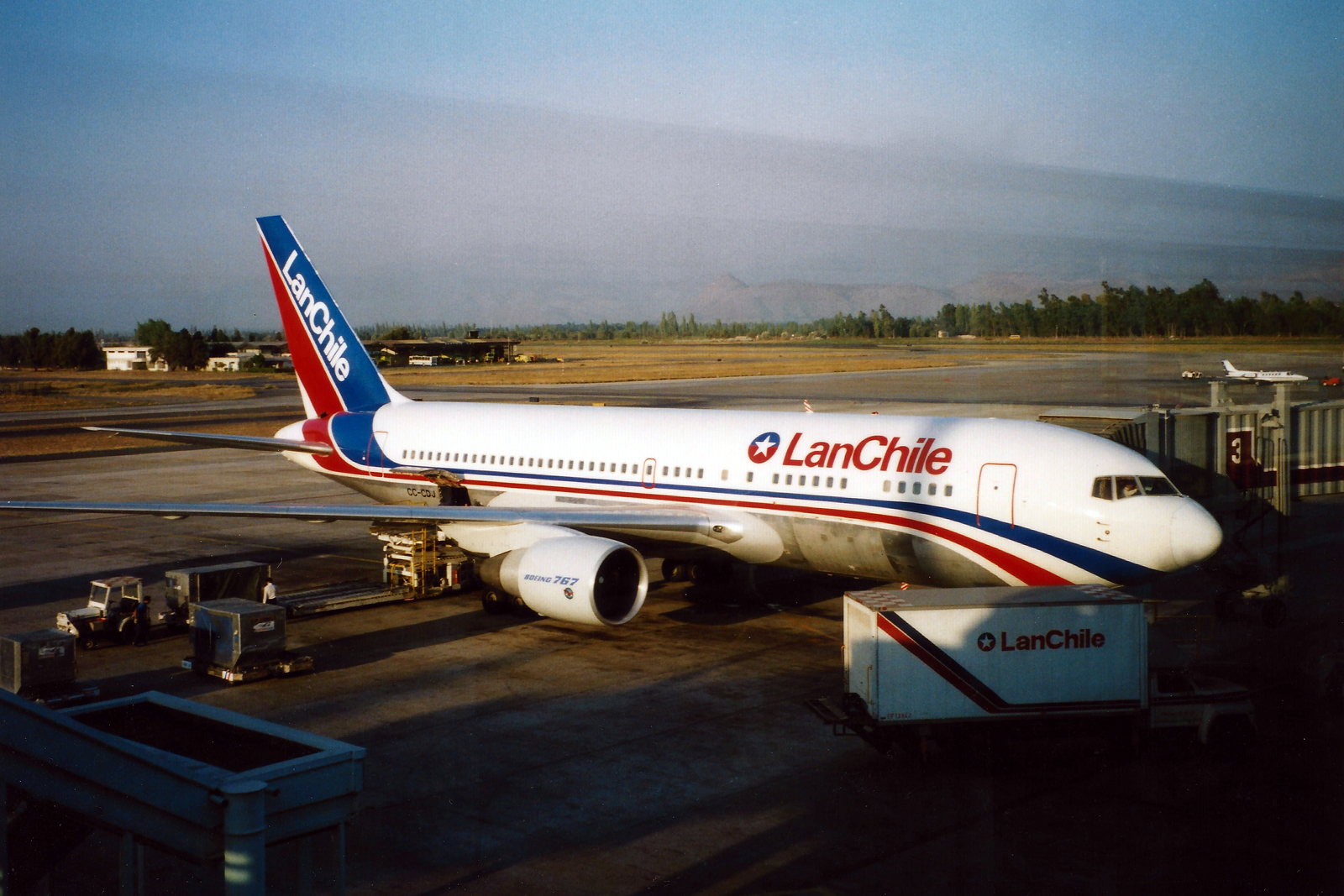
ボーイング767-200ER（ラン・チリ時代）
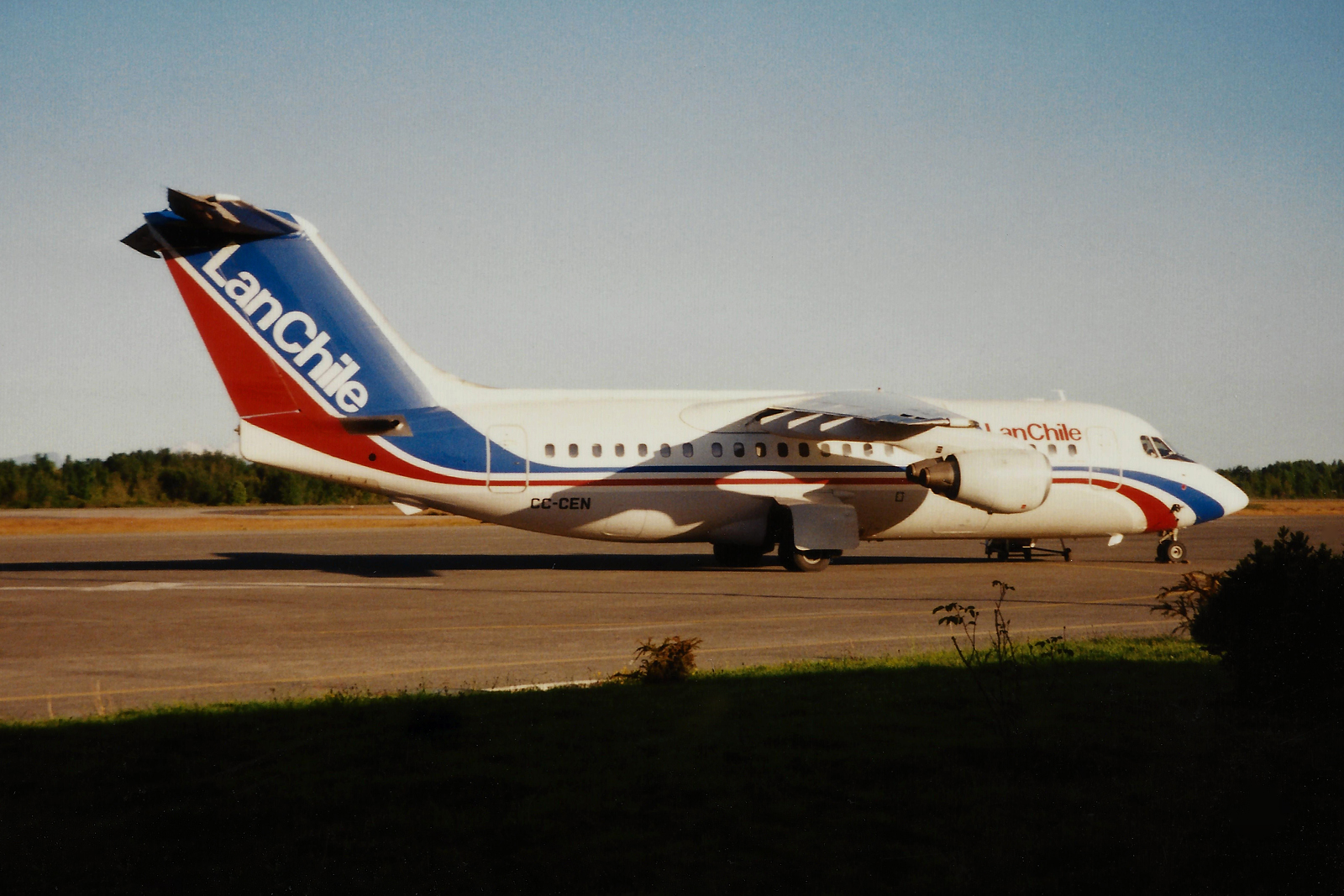
BAe 146-200（ラン・チリ時代）
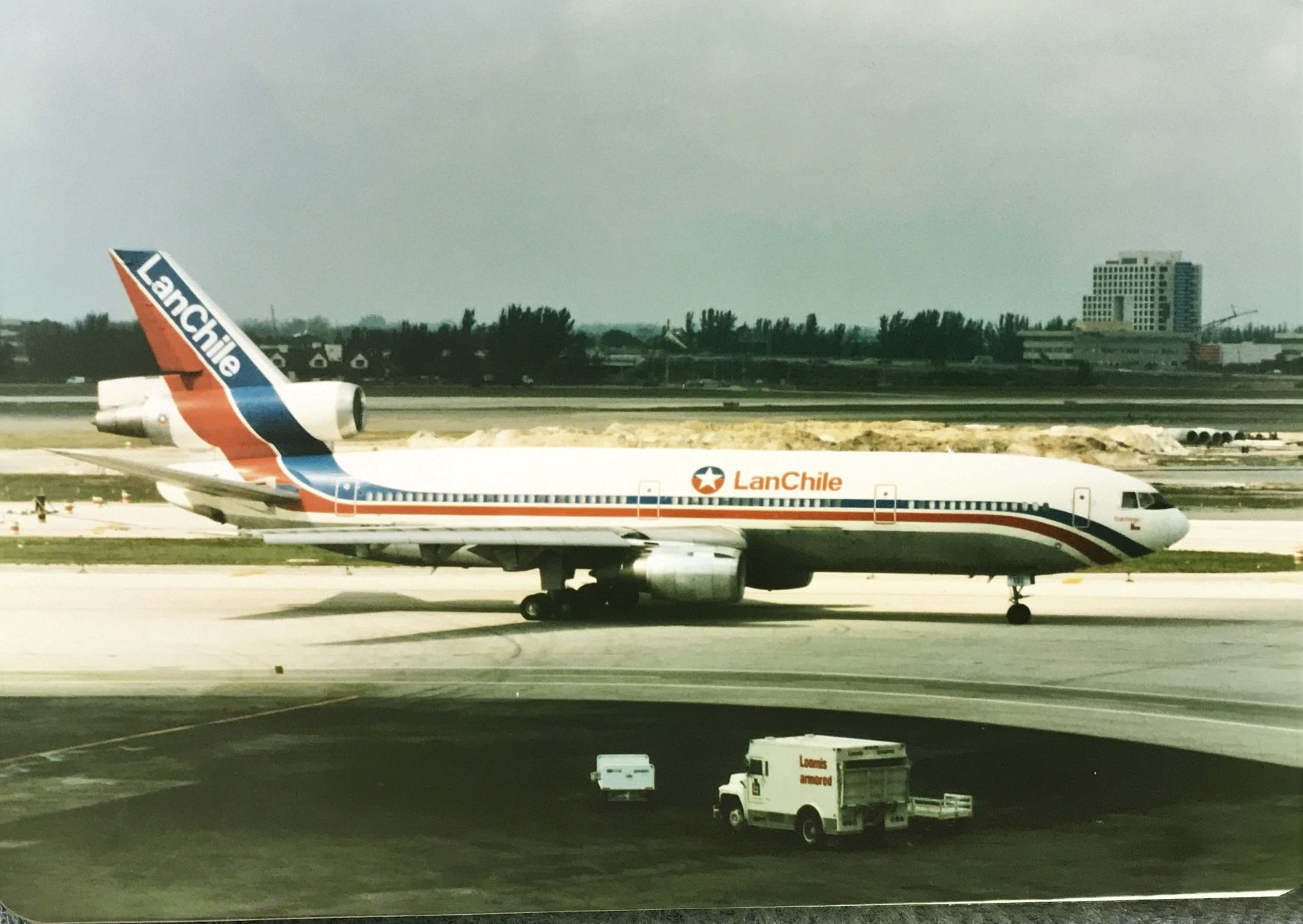
マクドネル・ダグラス DC-10-30（ラン・チリ時代）

## 日本との関係
チリのラン航空とブラジルのTAM航空の合併による、新ブランド発表会が、2016年5月11日には都内で開催され、同グループの日本支社長が、日本就航に前向きな姿勢を見せた。同社は現在までアジアに乗り入れていない。

## 事故
- 1961年4月3日 - ラン・チリ航空621便墜落事故
- 1965年2月6日 - ラン・チリ航空107便墜落事故（英語版）
- 1969年4月28日 - ラン・チリ航空160便着陸失敗事故（英語版）
- 1969年12月5日 - チリのプエルトモントにあるエル・テプアル空港で貨物便が離陸直後に墜落、3名全員生存。
- 1978年8月3日 - アルゼンチンのエセイサ国際空港で着陸に失敗、63名全員生存。
- 1987年8月4日 - チリのエル·ロア空港で着陸に失敗、機体が折れて炎上。1名死亡。
- 1991年2月19日 - チリ南部のプエルト・ウィリアムズで着陸時にオーバーランして海没。乗員乗客73名中20名が死亡。
  - 航空事故の一覧 (1960年から1979年)#1960年代も参照。